# Роздільна здатність (вимірювальні прилади)
Роздільна здатність (англ. resolution) — найменша зміна вимірюваної величини, яка є причиною помітних змін показів.
Роздільна здатність може залежати, наприклад, від шуму (внутрішнього або  зовнішнього) чи тертя між конструктивними елементами вимірювального приладу, від значення вимірюваної величини.
Для вимірювальних приладів, які мають показувальні  пристрої (шкалу), роздільна здатність — найменша різниця між показами, яка може бути суттєво розрізнена. Для засобів вимірювальної техніки, які не мають показувальних пристроїв (наприклад, вимірювальні перетворювачі), роздільна здатність — це найменша зміна вимірюваної величини, яка є причиною помітної зміни сигналу на виході засобу вимірювальної техніки.
Роздільну здатність не слід плутати з чутливістю приладу та з його похибкою. Чутливість визначається як відношення зміни показів приладу до відповідної зміни величини, яка вимірюється. Похибка приладу — це відхилення його показів від істинного значення вимірюваної величини. Звичайно, роздільна здатність певною мірою впливає на похибку — зі зменшенням роздільної здатності похибка приладу зростає, однак похибка завжди більша за роздільну здатність, оскільки вона залежить не лише від роздільної здатності, але й від інших причин.
Роздільна здатність вимірюється в тих же одиницях вимірювання, що і вимірювана величина.